# GINAF
GINAF — нидерландский производитель грузовиков, главным образом изготавливающий машины для преодоления тяжёлого бездорожья, строительства и сельского хозяйства. Ежегодный выпуск фабрики в городе Венендал (провинция Утрехт) составляет около 250 машин. Также компания имеет центр по сервисному обслуживанию своей техники в маленьком гелдерландском городе Эдервейн. Кроме гражданской жизни GINAF coстоит на вооружении как военнотранспортный грузовик в некоторых странах НАТО.
Команда GINAF участвует в рейдах Ралли Дакар с 1987 года, как в классе грузовиков, так и в качестве технических автомобилей. Первый GINAF, участвовавший в ралли, был по маркетинговым соображениям заявлен как DAF.
В 2007 году нидерландцы на автомобилях GINAF заняли два места в десятке лучших грузовиков — 4 и 8, в 2009 — 3 и 8, в 2010 — 3, 6 и 10 места.

## История
Компания была основана в 1948 году Вуфом и Адри ван Гинкель как дело по продаже автомобилей. В том числе фирма занималась предпродажной модификацией оставшихся от армии США грузовиков, таких, как GMC Diamond. В начале 1960-х компания выросла в настоящего производителя грузовиков и получила новое название Van Ginkels Automobiel Fabriek, или GINAF для краткости. С самого начала в производстве новых грузовиков использовалось большое количество запчастей DAF, включая типовые кабины, поэтому изготовленные машины часто путают с DAFами.
Особенностью автомобилей GINAF является использование (с 1986 года) во многих моделях гидропневматической подвески, обладающей рядом преимуществ и большей долговечностью по сравнению с традиционными подвесками при работе с большими нагрузками в сочетании с условиями бездорожья.
В 2011 году компания объявлена банкротом. Её приобрела Chinese Hi-Tech Group Corporation (CHTGC).

## Модели
- Ergotruck:

Серия городских мусоровозов и мультилифтов со сверхнизкой кабиной в некоторых случаях дающие возможность работы в низких подворотнях даже в исторических центрах Голландских городов. Эти же модели используются как дорожно уборочные.
- Модели самосвалов не имеющие названия:

Фирма GINAF производит крупнотоннажные самосвалы с колесной формулой от 4*4 до 12*12 , где впервые подкатной мост стал ведущим.
- Военная продукция:

### Брендированные модели
- IVECO Daily 35
- Электрическая версия Mercedes-Benz Atego

## GINAF в России
В России эти машины большая редкость. Встретить их на улице или трассе — уже событие. Некоторые дальнобойщики даже не слышали об этой марке. Самосвалы чаще всего ввиду схожести принимают за DAF, и в этом им помогает кабина этого производителя. Модели «Ergotruck» чаще всего так и называют не зная их происхождения. Официальных дилеров и сервисов также нет, чаще всего эти машины ремонтируются в сервисах DAF, так как не менее половины деталей именно от них.

## Галерея

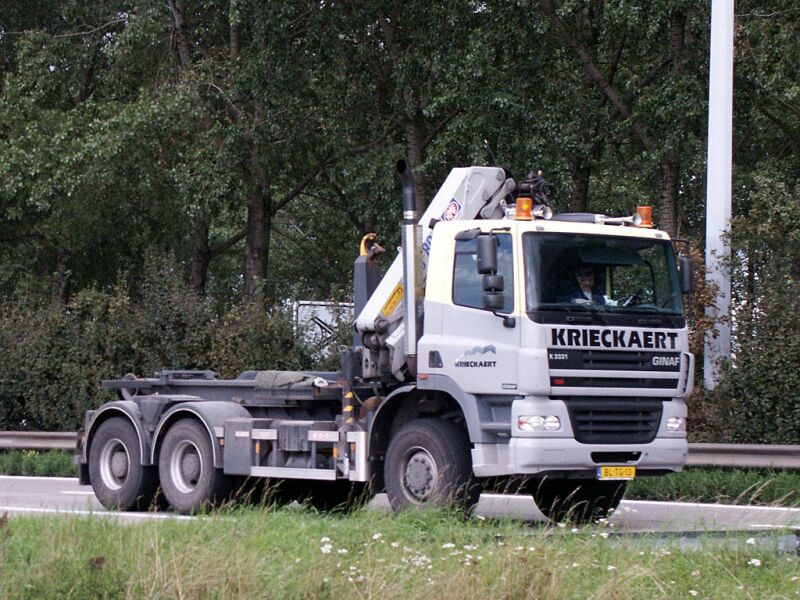
GINAF X3331 с краном
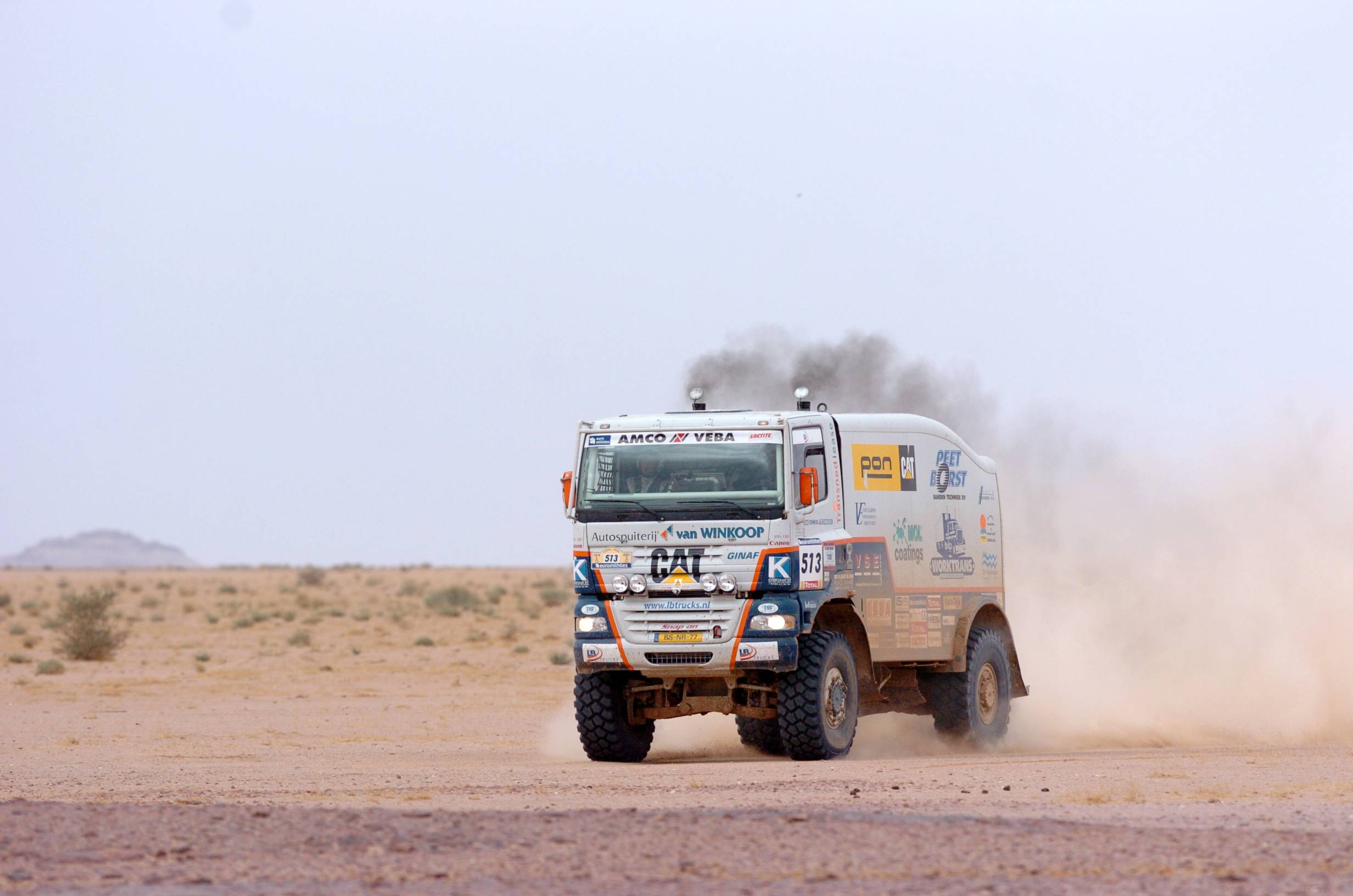
GINAF Rally Power, Дакар-2007
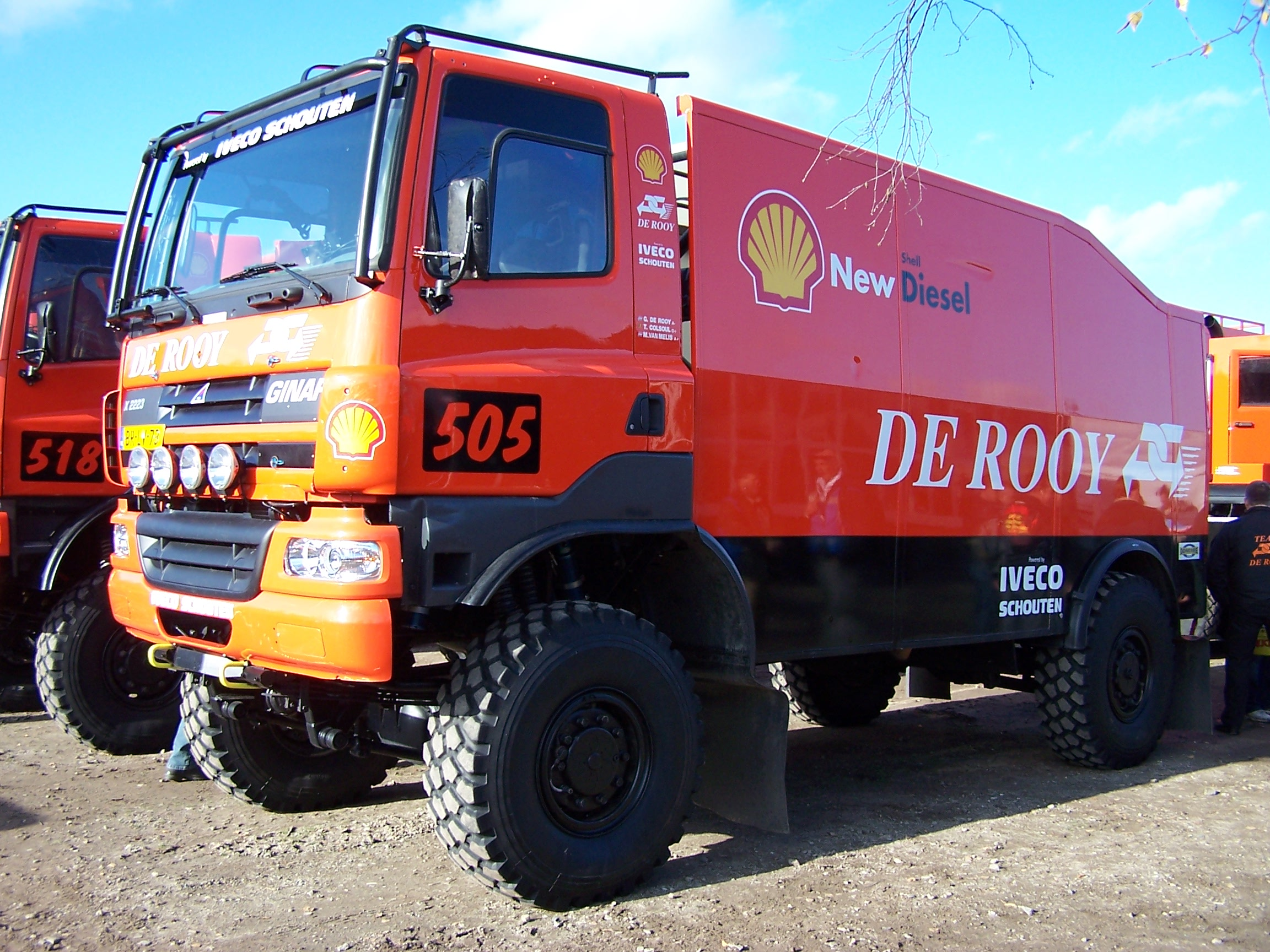
Ginaf X2223, 2008 год
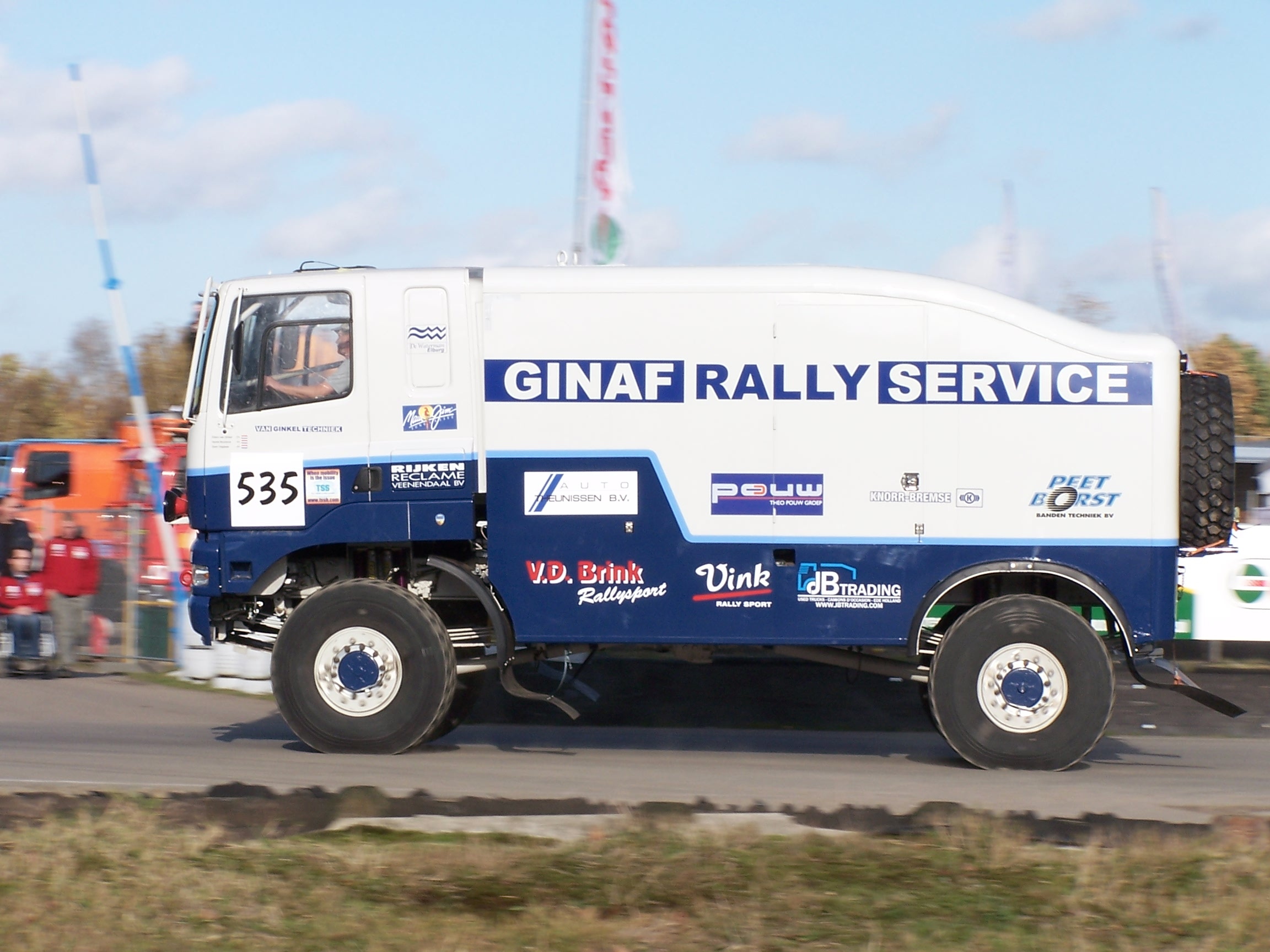
Ginaf X2223, 2009 год